# Эфрусси, Морис
Морис Эфрусси (18 ноября 1849, Одесса, Херсонская губерния — 29 октября 1916, Париж) — французский банкир

.
Его отец, Карл Иоахим Эфрусси, был торговцем пшеницей, основавшим банк Ephrussi & Co, его матерью была Гинда (Генриетта) Халперсон. Его старший единокровный брат Игнаций Эфрусси основал филиал семейного банка в Вене. Он унаследовал банковское дело своей семьи и продолжил работать в Париже банкиром. Морис Эфрусси был другом семьи Ротшильдов. Он был большим любителем спорта. Его занятия спортом включали верховую езду (у него была собственная конюшня), стрельбу по голубям, зимние виды спорта и бильярд.

## Карьера
Вместе со своим старшим братом Мишелем Эфрусси Морис стал соучредителем филиала Ephrussi & Co. в Париже.

## Личная жизнь
Морис Эфрусси был женат на Беатрис де Ротшильд, с которой он познакомился на приёме. Хотя Ротшильды были намного богаче Мориса, у них было две причины предпочесть Мориса многочисленным ухажёрам, ухаживавшим за их дочерью: он был евреем и русским подданным. Ротшильды хотели развивать свою торговлю с Россией, и, поскольку Морис был уроженцем Одессы и членом богатой русской семьи, они надеялись, что этот брак поможет им утвердиться в огромной империи царя Александра III. Вот что говорит Элизабет де Грамон об этом браке в своих воспоминаниях о семье Ротшильдов:

Он был другом её родителей, намного старше её и довольно некрасивым. У её ног был весь мир, но она отвергла его в пользу человека, которого прозвала «Дрожь».— ???
Карл Эфрусси, брат Мориса, был шафером на их свадьбе. Он стал любовником близкой подруги Беатрис и завязал с ней тесную дружбу. Чарльз Эфрусси был большим любителем искусства и научным коллекционером. Он был другом величайших художников того времени, в частности Мане, Моне и Ренуара. Ренуар даже нарисовал его на своей знаменитой картине «Завтрак гребцов». Беатрис полностью разделяла его энтузиазм по поводу его интереса к новым стилям живописи, она также покупала работы мастеров-импрессионистов и других художников.
Брак, тем не менее, оказался катастрофическим для Беатрис, которую Морис заразил серьёзной болезнью (сифилис), которая помешала ей иметь детей. Также Морис был расточительным и азартным игроком, и в 1904 году его долги составляли более 12 миллионов франков, что эквивалентно 30 миллионам евро. Обеспокоенная будущим, семья Ротшильдов решила привлечь Мориса к ответственности и потребовать развода. Они выиграли это судебное дело, и в июне 1904 года, после двадцати одного года брака, Беатрис де Ротшильд и Морис Эфрусси расстались. Чтобы отметить это событие, Беатрис организовала вечер поразительного великолепия в своем особняке на авеню Фош в Париже.